# Bystřice (Černý potok)
Die Bystřice, auch Studená Bystřice (deutsch Pastritz) ist ein rechter Zufluss des Černý potok in Tschechien.

## Verlauf
Die Bystřice entspringt am nördlichen Ortsrand von Česká Kubice beim Bahnhof Česká Kubice im Oberpfälzer Wald. Ihre Quelle befindet sich am westlichen Fuße des Spálený vrch (Brennteberg, 668 m n.m.). Rechtsseitig ihres nach Norden führenden Oberlaufes befindet sich der Rašín-Stein (Rašínův kámen), ein Steinquader zum Gedenken an Alois Rašín. Westlich des Sedlácko (630 m n.m.) kreuzt sich die Bystřice mit dem Pastritzkanal (náhon Teplé Bystřice), der danach bis zum Černý rybník rechtsseitig parallel zum Bach verläuft. Anschließend erreicht der Bach Babylon, wo er am Felstisch Čertův kámen (Teufelsstein) vorbeifließt. Nachfolgend fließt die Bystřice an U Šandů und Baštírna vorbei und wird in einer Kaskade von Teichen gestaut. Auf dem Damm des Teiches Černý rybník überquert die Staatsstraße I/26 zwischen Horšovský Týn und Furth im Wald den Bach. Zwischen den Teichen Hadrovec und Šnajberský rybník durchfließt die Bystřice ein Sumpfgebiet, das auf fünf Hektar als Naturdenkmal Louka u Šnajberského rybníka geschützt ist. Anschließend ändert der Bach seinen Lauf nach Nordwesten und fließt durch Pila. Nach 5,9 Kilometern mündet die Bystřice zwischen Pila und Trhanov in den Černý potok.
Die Bystřice fließt auf ihrem gesamten Lauf durch den Naturpark Český les. Zwischen Česká Kubice und dem Černý rybník verläuft die Bahnstrecke Plzeň–Furth im Wald entlang der Bystřice, am Unterlauf führt zwischen dem Šnajberský rybník und der Mündung die Bahnstrecke Domažlice–Tachov entlang des Baches.

## Parisauer Teiche
Die Parisauer Teiche entlang der Pastritz wurden zwischen dem 15. und 16. Jahrhundert angelegt. Benannt wurde das Teichsystem nach der Einschicht Parisau (Pařezov), die heute im Dorf Babylon aufgegangen und nicht mit der Gemeinde Pařezov zu verwechseln ist.
Der oberste der Teiche war der Reichstag (Horní Pařezovský rybník), in dem auf einer Halbinsel die Ansiedlung Babillon (Babylon) lag. Der etwa 17 ha große Teich wurde später abgelassen. Erhalten ist sein Damm, der westlich des Haltepunktes Babylon liegt. Einzig nördlich der ehemaligen Halbinsel befindet sich mit dem Malý Babylonský rybník in der alten Teichstätte noch eine Wasserfläche; der etwa 0,4 Hektar große Teich liegt neben dem Feuerwehrhaus und dient als Löschwasserteich. In der Teichstätte des Reichstag entsteht ein Kurpark.
Der Babylonský rybník, früher Unterer Parisauer Teich bzw. Dolní Pařezovský rybník dient heute als Naturbad. Er hat eine Fläche von 12 Hektar und fasst 210.000 m³ Wasser. Sein leicht radioaktives Wasser wurde früher zu Heilzwecken genutzt. Am Übergang vom 19. zum 20. Jahrhundert ließen die Grafen Stadion auf Chodenschloß am Damm die Fischerhütte Baštírna mit Verköstigung sowie am Teichufer einige Badekabinen anlegen. Das Bad gewann in der ersten Hälfte des 20. Jahrhunderts rasch an Popularität und um den Teich entstanden Pensionen und Hotels. Ihre Blütezeit erlebte die Sommerfrische Babylon zu Beginn der 1930er Jahre.
Der Schwarze Teich (Černý rybník) wird auch heute noch zur Fischzucht genutzt. Der 8,9 Hektar große Teich liegt östlich der Staatsstraße I/26 und fasst 90.000 m³ Wasser.
Der zwei Hektar große Hadrovec liegt zwischen Pila und Hadrovec an einem rechten Zufluss der Pastritz. Er fasst 30.000 m³ Wasser und dient ebenfalls der Fischzucht.
Der Schneiderwerkteich (Šnajberský rybník) hat eine Fläche von drei Hektar und fasst 30.000 m³ Wasser.
Der Großteich (Velký rybník) bildete den untersten Teich des Teichsystems. Das 3,7 Hektar große Gewässer fasst 35.000 m³ Wasser und wird ebenso wie der Šnajberský rybník für die Fischzucht genützt.

## Zuflüsse
- Pastritzkanal (l), nördlich von Česká Kubice
- Šnajberský potok (r), im Šnajberský rybník

## Abflüsse
- Pastritzkanal (r), nördlich von Česká Kubice

## Durchflossene Teiche
- Babylonský rybník, bei Babylon
- Černý rybník, bei Pila
- Šnajberský rybník, in Pila
- Velký rybník, in Pila